# マッティア・ペリン
マッティア・ペリン（Mattia Perin, 1992年11月10日 - ）は、イタリア・ラツィオ州ラティーナ出身のサッカー選手。ユヴェントスFC所属。イタリア代表。ポジションはGK。

## クラブ経歴
ジェノアCFCのユースチームでキャリアをスタートさせ、2010年1月13日にトップチーム昇格。しかし、マルコ・アメリアが健在で出場機会はなかった。アメリアがミランに移った2010-11シーズンは、エドゥアルドが正GKだったが、2011年5月22日の最終節ACチェゼーナ戦 (3-2) でセリエAデビューを飾った。
エドゥアルドが去り、セバスティアン・フレイが加わった2011-12シーズンは出場機会に恵まれないと判断し、2011年7月7日にセリエBのカルチョ・パドヴァにレンタル移籍。イバン・ペリッツォーリがおり正GK獲得とはならなかったものの、25試合に出場して経験を積んだ。
2012年7月30日、約20年ぶりにセリエA復帰を果たしたデルフィーノ・ペスカーラ1936にレンタル移籍。8月25日のインテルとの開幕戦にスタメン出場したが、0-3で完敗した。その後ペリッツォーリも加入し、2年連続で同じチームとなった。DFが崩壊し毎試合のように失点を重ねた中でも好プレーを見せたが、チームはリーグワーストの84失点を喫し自身も29試合で66失点という出来だった。終盤戦はペリッツォーリに定位置を譲り最下位でセリエBに降格した。
シーズン終了後、ジェノアへ復帰。フレイが退団したため、背番号1番を与えられた。
2018年6月8日、ユヴェントスへの移籍が発表された。移籍金は1200万ユーロで契約は2022年までの4年間。背番号は娘の誕生日の2月19日から取ってレオナルド・ボヌッチが着用していた19番に決定したが、ボヌッチの復帰により19番を譲り、22番になった。
2020年1月2日、ジェノアCFCにシーズン終了までのレンタルで移籍した。2020年9月4日、引き続きジェノアCFCにレンタル移籍することが発表された。
2022年4月14日、ユヴェントスと2025年6月30日まで契約を延長した。

## 代表経歴
イタリア代表として各年代でプレーしている。2012年8月10日、チェーザレ・プランデッリ監督によってイングランド代表との親善試合のメンバーとしてA代表に初招集された。

## 代表歴

### 出場大会
- イタリア代表
  - 2014 FIFAワールドカップ

### 試合数
- 国際Aマッチ 2試合 0得点（2014年-2018年）[6]

| イタリア代表 | 国際Aマッチ | 国際Aマッチ |
| 年           | 出場        | 得点        |
| ------------ | ----------- | ----------- |
| 2014         | 1           | 0           |
| 2015         | 0           | 0           |
| 2016         | 0           | 0           |
| 2017         | 0           | 0           |
| 2018         | 1           | 0           |
| 通算         | 2           | 0           |

## タイトル

### クラブ
ユヴェントス
- セリエA：1回 (2018-19)
- コッパ・イタリア：1回 (2023-24)
- スーペルコッパ・イタリアーナ：1回 (2018)